# Пасека (Орловская область)
Па́сека (Се́нина Па́сека) — упразднённый посёлок, существовавший на территории Дмитровского района Орловской области. Входил в состав Малобобровского сельсовета.

## География
Располагался в 14 км к югу от Дмитровска, недалеко от границы с Железногорским районом между урочищами «Петрушкин Лог» и «Моголь—Верховье Буковица». Высота над уровнем моря 257 м. Ближайший населённый пункт — посёлок Бук.

## История
В источниках 1920-х — 1930-х годов упоминается под названием Сенина Пасека. В 1926 году в посёлке было 9 хозяйств крестьянского типа, проживало 53 человека (30 мужского пола и 23 женского). В то время Сенина Пасека входила в состав Малобобровского сельсовета Круглинской волости Дмитровского уезда. В 1937 году в посёлке было 5 дворов. Во время Великой Отечественной войны, с октября 1941 года по август 1943 года, находился в зоне немецко-фашистской оккупации. Бои за освобождение посёлка 1 августа 1943 года вела 3-я Главная бригада Резерва Ставки Верховного Главнокомандования. Захоронение солдат, погибших в боях за освобождение посёлка, после войны было перенесено в общую братскую могилу села Малое Боброво. К 1980-м годам постоянное население Пасеки отсутствовало. Упразднён 15 октября 2004 года.

## Население
| 53 | 0 | 0 |